# Tamás Gáspár
Tamás Gáspár (Székelyudvarhely, 1914. november 10. – Kolozsvár, 1978. december 13.) erdélyi magyar elbeszélő, újságíró, Tamás Gáspár Miklós (1948–2023) apja.

## Életútja, munkássága
Középiskoláit a székelyudvarhelyi Római Katolikus Főgimnáziumban végezte, majd a kolozsvári I. Ferdinand Egyetem hallgatója volt, ahol azonban nem fejezte be tanulmányait. 1935–36-ban az Új Szó és 1935–39 között a Brassói Lapok munkatársa. A Magyar Dolgozók Országos Szövetsége tagja; 1938-ban baloldali tevékenysége miatt letartóztatták; kiszabadulása után Szatmárnémetiben a Szamos c. lapnak volt belső munkatársa. 1941–42-ben tisztviselő; baloldali tevékenysége miatt ekkor újra bebörtönözték. Katonai és frontszolgálat után 1945-ben a kolozsvári Képes Újság felelős szerkesztője, 1945–46-ban az Igazság c. napilap belső munkatársa, 1947-ben a Világosság napilap, 1950–53 között az Irodalmi Almanach c. folyóirat főszerkesztője. 1956–59 között a kolozsvári Állami Magyar Színház igazgatója, 1960–64 között az Igazság belső munkatársa, közben 1962-ig az Utunk szerkesztőbizottsági tagja.
Első novellája 1932-ben a Brassói Lapokban jelent meg. Írásait a sepsiszentgyörgyi Székely Nép, az Előre, Dolgozó Nő, Utunk, Igaz Szó, Művelődés, Tribuna, Scânteia közölte. „Novellái – írja róla Kántor Lajos – főképp nyelvi szépségeikkel tűnnek ki, [az író] … székely paraszthőseinek gondolkodás- és beszédmódjához igazodik, s így a líraiság (s ritkábban a drámai sűrítés) mellett novellisztikájának fő jellemvonása az anekdotizmus.”

## Művei
- Sáros földeken (versek, Szatmárnémeti, 1940)
- Szőcs János beleegyezik (elbeszélések, Bukarest, 1950)
- Új csapáson (elbeszélések, Bukarest, 1954)
- Barátságos mérkőzés (karcolatok, Bukarest, 1955)
- Otthoni földön (elbeszélések, Bukarest, 1956)
- Hajnaltól alkonyatig (novellák, Bukarest, 1960)
- Kaland a tavon (novellák, karcolatok, Bukarest, 1965)
- Bonyodalom a földszinten (humoros kalandregény, Bukarest, 1969; Magvető, Bp., 1990)
- Elkésett bölcsődal. Válogatott novellák; előszó Horváth Sz. István; Kriterion, Bukarest, 1986

Egy kötetnyi novellája románul Aurel Buteanu fordításában jelent meg (Din zori şi pînă în amurg. Bukarest, 1962).
Műfordítása: Jean Lafitte: Életre-halálra (Bukarest, 1949).